# Laura San Giacomo
Laura San Giacomo (* 14. listopadu 1962 v West Orange, New Jersey, USA) je americká herečka italského původu.

## Herecká kariéra
Herectví vystudovala na Carnegie Mellon Institute v Pittsburghu. Svoji hereckou kariéru zahájila v regionálních divadlech. Filmovou dráhu započala v amerických televizních seriálech. Mezi její nejznámější hollywoodské postavy patří role Cynthie ve snímku Sex, lži a video z roku 1989, nebo postava prostitutky Kit De Lucy ve známé romantické komedii Pretty Woman z roku 1990.
Svůj dráždivý sexapeal podtrhuje nejen černými vlasy, ale i svým zvláštním hlubokým chraplavým hlasem.